# Flavio Robatto
Flavio Horacio Robatto Suárez (ur. 16 stycznia 1974 w Río Cuarto) – argentyński piłkarz występujący na pozycji ofensywnego pomocnika, trener piłkarski, od 2024 roku prowadzi boliwijski Bolívar.

## Życiorys
Robatto pochodzi z miasta Río Cuarto w prowincji Córdoba. Jest wychowankiem tamtejszego, skromnego klubu Estudiantes de Río Cuarto, w którym przeszedł przez wszystkie kategorie wiekowe. Po pomyślnie zdanych testach przeniósł się do występującego w najwyższej klasie rozgrywkowej CA Platense. Tam spędził cztery lata, lecz nie potrafił się przedostać do pierwszej drużyny. Karierę kontynuował bez większego powodzenia w czwartoligowym Club Comunicaciones (gdzie w latach 1998–1999 szkolił równocześnie drużyny juniorskie) oraz drugoligowym Atlético Tucumán. Występował na pozycji kreatywnego ofensywnego pomocnika. Grę w piłkę był zmuszony zakończyć w wieku 26 lat wskutek wirusowego zapalenia wątroby typu B.
Następnie Robatto powrócił do rodzinnej miejscowości i rozpoczął pracę jako szkoleniowiec. W 2003 roku otrzymał krajowy tytuł instruktora futbolu juniorskiego. W latach 2002–2003 był koordynatorem grup młodzieżowych w lokalnym amatorskim klubie CC Alberdi, by później objąć pierwszą drużynę. Wywalczył z nią mistrzostwo ligi regionalnej, a następnie prowadził amatorski Club Renato Cesarini z Río Cuarto (2004–2005). W grudniu 2004 ukończył w Río Cuarto kurs trenerski przy Asociación de Técnicos del Fútbol Argentino (ATFA) i tym samym otrzymał najwyższą kategorię krajowej licencji trenerskiej. Potem był trenerem piątoligowego Andino SC (2006) i ponownie CC Alberdi (2006), a także amatorskiego CAC Villa Valeria (2007). W dwóch ostatnich klubach był równocześnie koordynatorem drużyn młodzieżowych.
W 2008 roku Robatto pracował jako dyrektor sportowy zespołu CAB Central Argentino z ligi regionalnej oraz był skautem argentyńskiego potentata CA Vélez Sarsfield. Następnie pełnił rolę szkoleniowca w dwóch klubach z miasta Santiago del Estero – kolejno w amatorskim CA Mitre (2009) i piątoligowym Estudiantes de Huaico Hondo (2009–2010). Równocześnie był także w Santiago del Estero wykładowcą na tamtejszym oddziale szkoły trenerskiej ATFA. W 2011 roku wyjechał do Ekwadoru, gdzie podjął pracę w nastawionej na szkolenie młodzieży drużynie CSCD Fedeguayas z rozgrywek regionalnych. Tam został dostrzeżony przez trenera Álexa Aguinagę i sprowadzony przez niego do ekwadorskiego klubu, czołowego w Ameryce Południowej – Barcelona SC. W latach 2011–2015 był w Barcelonie dyrektorem sportowym i koordynatorem akademii juniorskiej. Równocześnie współpracował z pierwszym zespołem jako asystent renomowanych trenerów – kolejno Álexa Aguinagi (2011), Luisa Zubeldíi (2011–2012), Gustavo Costasa (2012–2013), Luisa Solera (2013), Carlosa Ischii (2014) oraz Rubéna Israela (2014–2015).
W lipcu 2015 Robatto został trenerem ekwadorskiego trzecioligowca CS Norte América, który prowadził przez kolejne kilka miesięcy. Następnie był asystentem szkoleniowca Rubéna Israela w kolumbijskim Millonarios FC (2015–2016). W marcu 2017 objął drugoligową kolumbijską drużynę Cúcuta Deportivo. Prowadził ją z dość dobrymi wynikami przez kolejne pół roku, lecz nie udało mu się zrealizować postawionego przed nim celu w postaci awansu i odszedł z klubu w listopadzie. W lutym 2018 podpisał umowę ze spadkowiczem z ligi peruwiańskiej – zespołem Alianza Atlético. Tam zanotował jednak nieudany pobyt – jego podopieczni odnieśli tylko jedno zwycięstwo w ośmiu meczach, wobec czego został zwolniony ze stanowiska już po czterech miesiącach, zostawiając ekipę na ostatnim miejscu w tabeli.
W sierpniu 2018 ogłoszono, iż Robatto został trenerem kolumbijskiego Atlético Bucaramanga. Cztery dni później zarząd Bucaramangi zerwał jednak negocjacje ze szkoleniowcem ze względu na jego niejasną sytuację kontraktową z klubem Kalwarianka Kalwaria Zebrzydowska z małopolskiej ligi okręgowej. Przy okazji odbywania stażu w Werderze Brema trener został zaproszony do drużyny z Kalwarii Zebrzydowskiej w charakterze konsultanta, by udzielić kilku wykładów dotyczących taktyki piłkarskiej i organizacji gry. Według Robatto i oświadczenia wydanego przez prezesa Kalwarianki nie był on jednak związany z klubem żadnym kontraktem. Ostatecznie jeszcze w tym samym miesiącu Robatto podpisał umowę z innym klubem z Kolumbii – Jaguares de Córdoba. Jako trener tego zespołu notował fatalne wyniki (jego podopieczni wygrali tylko raz na jedenaście rozegranych spotkań) i zrezygnował ze stanowiska już w październiku – pozostawił Jaguares na przedostatnim miejscu w ligowej tabeli.
W czerwcu 2019 Robatto objął ekwadorskiego drugoligowca LDU Loja. Klub znajdował się w ogromnym kryzysie finansowym i sportowym, rozpaczliwie walcząc o uniknięcie relegacji. Nowy szkoleniowiec nie zdołał odmienić fatalnych wyników drużyny – jego podopieczni zanotowali zaledwie 4 zwycięstwa w 21 meczach i na koniec sezonu spadli do trzeciej ligi. Bezpośrednio po tym Robatto podjął pracę w ekipie Atlético Huila z drugiej ligi kolumbijskiej. Pomimo udanego początku sezonu, niespodziewanie zrezygnował ze stanowiska po ośmiu meczach, zostawiając drużynę na trzecim miejscu w tabeli.